# Greta Van Fleet
Greta Van Fleet — американская рок-группа. В 2017 году получила музыкальную премию Loudwire Music Awards в категории Best New Artist. Дебютный сингл, «Highway Tune», возглавлял радиоэфирные рок-чарты журнала Billboard: Mainstream Rock и Active Rock в сентябре 2017. На церемонии Грэмми-2019 получили премию в категории Лучший рок-альбом (Best rock album) за пластинку From the Fires. Группу часто сравнивают с Led Zeppelin, а голос их солиста с вокалом Роберта Планта.

## История группы
Группа образовалась в 2012 году в штате Мичиган (Франкенмут, США) тремя братьями: Джош Кишка (вокал), Джейк Кишка (гитара) и Сэм Кишка (бас-гитара), и ударником Кайлом Хааком.
В октябре 2013 года Кайл Хаак покидает группу, его место занял давний друг семьи, Дэнни Вагнер.

Мы должны были сыграть свое первое серьёзное шоу на АвтоФесте во Франкенмуте. И за день до выступления наша группа до сих пор не имела названия. Мы репетировали в нашем гараже, когда наш оригинальный ударник, Кайл, сказал что ему нужно уйти сегодня пораньше и помочь своему деду, который вырезал древесину для некой женщины — Гретна ван Флит. После чего Джош сказал: «отличный вариант для названия группы». И так, мы просто-напросто выкинули «n», чтобы было проще, и получилось «Greta Van Fleet». Через некоторое время эта женщина даже пришла на наш концерт со своим мужем, им понравилась наша музыка, и можно сказать, мы получили её личное благословение.
— Сэм Кишка о названии группы
Среди записанных ими песен «By the Riverside», «Cloud Train», «Lover, Leaver, Taker, Believer», «Down to the River», «Sing in the Rain», «Thunder Stomp», «You’re the One» и «Written in Gold».
7 декабря 2018 года группа была номинирована на премию Грэмми-2019 (Grammy Awards) по четырём позициям: Лучший новый исполнитель (Best New Artist), Лучшее рок-исполнение (Best Rock Perfomance) за композицию «Highway Tune», Лучшая рок-песня (Best Rock Song) за композицию «Black Smoke Rising», Лучший рок-альбом (Best rock album) за пластинку From the Fires и победила в последней

## Состав
Участники группы
- Джошуа «Джош» Кишка, род. 23 апреля 1996 (29 лет) — вокал (2012 — наст.)
- Джейкоб «Джейк» Кишка, род. 23 апреля 1996 (29 лет) — гитара (2012 — наст.)
- Сэмюэл «Сэм» Кишка, род. 3 апреля 1999 (26 лет) — бас-гитара, клавишные (2012 — наст.)
- Дэниел «Дэнни» Вагнер, род. 29 декабря 1998 (26 лет) — ударные (2013 — наст.)[2]

Бывшие участники
- Кайл Хаак — ударные (2012—2013)[22][23]

|                                                                                          |  |  |  |
| Джош Кишка, Джейк Кишка, Сэм Кишка и Дэнни Вагнер на фестивале Rock im Park в 2018 году. |  |  |  |

## Дискография

### Студийные альбомы
| Название                    | Информация                                                                           | Высшая позиция в чартах | Высшая позиция в чартах | Высшая позиция в чартах | Высшая позиция в чартах | Высшая позиция в чартах | Высшая позиция в чартах | Высшая позиция в чартах | Высшая позиция в чартах | Высшая позиция в чартах | Высшая позиция в чартах | Высшая позиция в чартах | Высшая позиция в чартах |
| Название                    | Информация                                                                           | US                      | US Rock                 | AUS                     | CAN                     | GER                     | IRE                     | ITA                     | NZ                      | NOR                     | SWE                     | UK                      |                         |
| --------------------------- | ------------------------------------------------------------------------------------ | ----------------------- | ----------------------- | ----------------------- | ----------------------- | ----------------------- | ----------------------- | ----------------------- | ----------------------- | ----------------------- | ----------------------- | ----------------------- | ----------------------- |
| Anthem of the Peaceful Army | - Выпущен: 19 октября 2018 - Лейбл: Republic - Форматы: CD, LP, Цифровая дистрибуция | 3                       | 1                       | 10                      | 2                       | 3                       | 41                      | 6                       | 7                       | 14                      | 6                       | 12                      |                         |
| The Battle at Garden's Gate | - Выпущен: 16 апреля 2021 - Лейбл: Lava / Republic Records                           |                         |                         |                         |                         |                         |                         |                         |                         |                         |                         |                         |                         |
| Starcatcher                 | - Выпущен: 21 июля 2023 - Лейбл: Lava / Republic Records                             |                         |                         |                         |                         |                         |                         |                         |                         |                         |                         |                         |                         |

### Мини-альбомы
| Название                                         | Информация                                                                             | Высшая позиция в чартах | Высшая позиция в чартах | Высшая позиция в чартах | Высшая позиция в чартах | Высшая позиция в чартах | Высшая позиция в чартах | Высшая позиция в чартах | Высшая позиция в чартах |
| Название                                         | Информация                                                                             | US                      | US Rock                 | US Hard Rock            | US Heat                 | AUS                     | CAN                     | ITA                     | POL                     |
| ------------------------------------------------ | -------------------------------------------------------------------------------------- | ----------------------- | ----------------------- | ----------------------- | ----------------------- | ----------------------- | ----------------------- | ----------------------- | ----------------------- |
| Black Smoke Rising                               | - Выпущен: 21 апреля 2017 - Лейбл: Republic - Форматы: CD, Цифровая дистрибуция, Винил | 182                     | 30                      | 10                      | 2                       | —                       | —                       | —                       | —                       |
| From the Fires                                   | - Выпущен: 10 ноября 2017 - Лейбл: Republic - Форматы: CD, Цифровая дистрибуция        | 36                      | 4                       | 1                       | —                       | 75                      | 23                      | 60                      | 25                      |
| Символ «—» означает, что альбом не попал в чарт. |                                                                                        |                         |                         |                         |                         |                         |                         |                         |                         |

### Синглы
| Год                                             | Название                 | Высшая позиция в чартах | Высшая позиция в чартах | Высшая позиция в чартах | Высшая позиция в чартах | Высшая позиция в чартах | Высшая позиция в чартах | Альбом                      |
| Год                                             | Название                 | US Hot Rock             | US Rock Air.            | US Rock Dig.            | US Alt.                 | US Main. Rock           | US AAA                  | Альбом                      |
| Синглы                                          | Синглы                   | Синглы                  | Синглы                  | Синглы                  | Синглы                  | Синглы                  | Синглы                  | Синглы                      |
| ----------------------------------------------- | ------------------------ | ----------------------- | ----------------------- | ----------------------- | ----------------------- | ----------------------- | ----------------------- | --------------------------- |
| 2017                                            | «Highway Tune»           | 21                      | 12                      | —                       | 34                      | 1                       | 39                      | Black Smoke Rising          |
| 2017                                            | «Safari Song»            | 25                      | 12                      | —                       | —                       | 1                       | —                       | Black Smoke Rising          |
| 2018                                            | «When the Curtain Falls» | 9                       | 10                      | 11                      | 32                      | 1                       | 30                      | Anthem of the Peaceful Army |
| 2018                                            | «You’re the One»         | 30                      | 24                      | —                       | 31                      | 18                      | 31                      | Anthem of the Peaceful Army |
| Другие песни                                    |                          |                         |                         |                         |                         |                         |                         |                             |
| 2017                                            | «Black Smoke Rising»     | —                       | —                       | —                       | —                       | 39                      | —                       | Black Smoke Rising          |
| 2017                                            | «Edge of Darkness»       | 38                      | —                       | 15                      | —                       | —                       | —                       | From the Fires              |
| 2018                                            | «Watching Over»          | 41                      | —                       | 18                      | —                       | —                       | —                       | Anthem of the Peaceful Army |
| 2018                                            | «Lover, Leaver»          | 32                      | —                       | 23                      | —                       | —                       | —                       | Anthem of the Peaceful Army |
| Символ «—» означает, что сингл не попал в чарт. |                          |                         |                         |                         |                         |                         |                         |                             |

## Награды и номинации
Loudwire Music Awards

| Год  | Номинируемая работа | Категория       | Результат |
| ---- | ------------------- | --------------- | --------- |
| 2017 | «Greta Van Fleet»   | Best New Artist | Победа    |

Grammy Awards
| Год  | Номинируемая работа  | Категория             | Результат |
| ---- | -------------------- | --------------------- | --------- |
| 2019 | Greta Van Fleet      | Best New Artist       | Номинация |
| 2019 | «Highway Tune»       | Best Rock Performance | Номинация |
| 2019 | «Black Smoke Rising» | Best Rock Song        | Номинация |
| 2019 | From the Fires       | Best Rock Album       | Победа    |